# Cinnamosma
Cinnamosma es un género de plantas perteneciente a la familia Canellaceae.  Comprende 3 especies descritas y aceptadas.

## Descripción
Se caracterizan por tener los pétalos soldados en forma de tubo hasta la mitad de su longitud.

## Taxonomía
El género fue descrito por Henri Ernest Baillon y publicado en Adansonia 7: 219. 1867. La especie tipo es: Cinnamosma fragrans Baill.

## Especies aceptadas
A continuación se brinda un listado de las especies del género Cinnamosma aceptadas hasta octubre de 2013, ordenadas alfabéticamente. Para cada una se indica el nombre binomial seguido del autor, abreviado según las convenciones y usos.
- Cinnamosma fragrans Baill.
- Cinnamosma macrocarpa H.Perrier
- Cinnamosma madagascariensis Danguy